# Авдотьевка (Вакуловский сельский совет)
Авдотьевка (укр. Явдохівка) — село в Вакуловской сельской общине Криворожского района Днепропетровской области Украины.
Код КОАТУУ — 1225283311. Население на 2015 год составляло 44 человека.

## Географическое положение
Село Авдотьевка находится на левом берегу реки Жёлтенькая, ниже по течению на расстоянии в 1,5 км расположено село Марьевка, на противоположном берегу — село Павловка. На реке сделано несколько запруд. Рядом проходит автомобильная дорога Т-0419.